# كورجون أطلسي
كورجون أطلسي (الاسم العلمي:Coregonus huntsmani) (بالإنجليزية: Atlantic whitefish)‏ هو نوع من الأسماك يتبع جنس الكورجون من فصيلة سمك السلمون.